# Tlogopucang
Tlogopucang is een bestuurslaag in het regentschap Temanggung van de provincie Midden-Java, Indonesië. Tlogopucang telt 5937 inwoners (volkstelling 2010).